# Nicolae Sorin Mitrofan
Nicolae Sorin Mitrofan (* 26. März 1999 in Brașov) ist ein rumänischer Skispringer.

## Werdegang
Nicolae Sorin Mitrofan startete international erstmals im Rahmen zweier FIS-Rennen in Râșnov im Februar 2012. Daraufhin debütierte er am 9. Juni 2012 ebenfalls in Râșnov im FIS-Cup, wo er den 30. Platz belegte. Seitdem nahm er in den Folgejahren regelmäßig an weiteren FIS-Cup-Wettbewerben teil; seine beste Platzierung bisher (Stand März 2020) war ein 16. Platz im September 2015. Mitrofan debütierte am 22. und 23. August 2015 in Kuopio im Continental Cup, wo er einmal den 51. Platz belegte und einmal disqualifiziert wurde. Danach folgten weitere Starts, eine Top-30-Platzierung und damit Continental-Cup-Punkte konnte er bislang jedoch nicht erreichen.
Bei den Rumänischen Meisterschaften 2012 in Râșnov gewann Mitrofan zusammen mit Remus Tudor und Ştefan Blega die Goldmedaille im Mannschaftswettbewerb.
Beim Europäischen Olympischen Winter-Jugendfestival 2015 in Tschagguns wurde Mitrofan Fünfter im Einzelwettbewerb; im Teamwettbewerb erreichte er gemeinsam mit Bianca Elena Stefanuta, Ştefan Valentin Blega und Raluca Iulia Stefan den siebten Platz. Bei den Olympischen Jugend-Winterspielen 2016 in Lillehammer belegte Mitrofan den 15. Platz im Einzelwettbewerb. Er startete zudem im Einzel- und Teamwettbewerb bei den Nordischen Junioren-Skiweltmeisterschaften 2015 in Almaty, 2016 in Râșnov, 2017 in Soldier Hollow, Utah sowie 2018 in Kandersteg, erreichte jedoch jeweils keine vorderen Platzierungen.
In den Saisons 2017/18 gewann Mitrofan die Gesamtwertung des FIS-Carpath-Cup.

## Statistik

### Continental-Cup-Platzierungen
| Saison  | Platz | Punkte |
| ------- | ----- | ------ |
| 2020/21 | 095.  | 003    |
| 2021/22 | 107.  | 031    |